# 40기 국수전
40기 국수전은 한국기원 소속 전문기사들이 참가하여 동아일보가 주최하는 국내 바둑 기전이다. 도전5번기 에서는 국수 이창호 七단이 도전자 조훈현 九단을 3대 2로 꺾고 역전 우승하며 4번째 타이틀과 통산 5회 우승을 차지했다.

## 출전 기사 명단
- 본선 시드 :
- 예선 통과자 :

## 대진표

### 도전 5번기
| 결승전 |                      |   |  |  |  |  |
|        |                      |   |  |  |  |  |
|        |                      |   |  |  |  |  |
|        | 이창호 九단 (국수)   | 3 |  |  |  |  |
|        | 조훈현 九단 (도전자) | 2 |  |  |  |  |

## 대국 결과
| 대진     | 연도   | 대국일자  | 승자        | 패자        | 결과             | 기보 |
| -------- | ------ | --------- | ----------- | ----------- | ---------------- | ---- |
| 도전 1국 | 1996년 | 11월 2일  | 조훈현 九단 | 이창호 九단 | 175수 흑 불계승  |      |
| 도전 2국 | 1996년 | 11월 13일 | 조훈현 九단 | 이창호 九단 | 184수 백 불계승  |      |
| 도전 3국 | 1996년 | 11월 21일 | 이창호 九단 | 조훈현 九단 | 261수 백 1집반승 |      |
| 도전 4국 | 1996년 | 12월 5일  | 이창호 九단 | 조훈현 九단 | 262수 흑 5집반승 |      |
| 도전 5국 | 1996년 | 12월 21일 | 이창호 九단 | 조훈현 九단 | 282수 흑 3집반승 |      |

## 특이사항
- 이창호 九단 국수전 4연패, 통산 5회 우승 금자탑 달성
- 이창호 九단 국수전(40기) 2연패 후 3연승으로 역전 우승
- 조훈현 九단 아쉽게 2연승 이후 3연패로 아쉽게 준우승에 그침
- 이창호 九단 - 조훈현 九단 사제대결로 8년 연속 국수전 도전